# 兰屿胡椒
兰屿胡椒（学名：Piper arborescens）为胡椒科胡椒属的植物。分布在马来西亚、菲律宾、台湾岛等地，多生在林中，目前尚未由人工引种栽培。

## 别名
兰屿风藤（台湾）